# 顕光寺 (掛川市)
顕光寺（けんこうじ）は、静岡県掛川市居尻、大尾山山頂下にある真言宗醍醐派の寺院。山号は大尾山（おびさん）。本尊は千手観音。開基（創立者）は807年（大同2年）、智顕上人と伝えられている。
遠江三十三観音霊場巡り13番札所。

## 歴史
安里山長福寺（掛川市本郷）第二代智顕上人が、「ひょんの木（イスノキ）の茂る山頂、此処に我を祀り広く功徳を施せ」との霊夢を見たとして、807年（大同2年）2月17日、大尾山に観音堂を建てて千手観世音菩薩を祀ったのが始まりと伝えられている。古くは山伏の修験道場として遠州八坊のひとつに数えられ、大尾山王子坊とも言われた。江戸時代には掛川藩の御祈祷所であったことを示す古文書が残る。ご詠歌に「はるばると登りて見れば大尾てらの雪も氷も解けてながるる」と詠われている。

## 文化財
大尾山鰐口
室町時代の特色をよく表す鰐口。1407年（応永14年）9月9日、飯円荘戸和田郷（現: 静岡県周智郡森町）の檀那藤原通国が賀茂宮に奉納し、1565年（永禄8年）9月3日に東山四郎左近が顕光寺に再寄進したことを示す銘が刻まれている。1957年（昭和32年）12月25日、県指定文化財の工芸。一般非公開。
鳥居スギ
樹高30ｍ、目通り7ｍ、枝張り10ｍのスギの巨木。落雷とその後の腐食のため空洞になったとみられ、幹部分からは新たな根が育っている。1958年（昭和33年）4月15日、県指定文化財の天然記念物 。
カイドウ
境内には市指定保存樹木であるハナカイドウの古木があり、4月下旬頃には紅紫色の花を咲かせる。
社寺林
アカガシやアブラチャンなど伐採で一部植物相の多様性が失われつつあるが、古くからの自然林の状況を知ることのできる指標として掛川市は重要性を指摘。保全が望まれている。

## アクセス
- 東名高速道路掛川インターチェンジより車60分